# 我家也有大明星
《我家也有大明星》（英語：Entourage，發行商過去也曾用過《大明星小跟班》的片名翻譯）是一齣由HBO頻道自製的美國喜劇類電視影集。第一季於2004年7月18日首播，2011年9月11日正式完結，全劇共8季96集。
除了原本的美國版影集外，韓國娛樂電視頻道tvN也有拍攝韓語版的《明星夥伴》，以與美國版相同的劇情概念，但將話題轉移至韓國的娛樂產業上。新劇於2016年6月開拍，同年11月4日播出。

## 簡介
《我家也有大明星》的劇情主要是圍繞在以好萊塢一線男星文森·「文斯」·錢司（Vincent "Vince" Chase）為中心，與一群同樣來自紐約皇后區的死黨兼跟班們一同闖蕩演藝圈的故事。由道格·埃林（Doug Ellin）擔任原著劇本，並由馬克·華伯格（Mark Wahlberg）與史提芬·列文森（Stephen Levinson，他同時也是華伯格的經理人）擔任執行製作，故事靈感起源於本身也是知名演員的馬克·華伯格與他身邊一群來自波士頓的友人之親身經歷，但劇中人物無論是風格與個性，都是重新杜撰創造。
以演藝圈為背景的該劇最知名之處，在於劇集中出現的大量名人客串演員，這些演員背景涵蓋許多領域，包括知名導演詹姆斯·卡麥隆（James Cameron）、馬丁·史柯西斯（Martin Scorsese），流行樂歌手克莉絲汀·阿奎萊拉（Christina Aguilera）、肯伊·威斯特（Kanye West）、阿姆（Eminem），名演員麥特·戴蒙（Matt Damon）、潔西卡·艾巴（Jessica Alba）與製作人馬克·華伯格自己，乃至於美式足球球星湯姆·布雷迪（Tom Brady）與奧運金牌游泳選手麥可·菲爾普斯（Michael Phelps），幾乎每集都至少有一至二位名人客串。這些客串演員大都在影集中飾演自己本人，並與虛構的主角配角們有所互動而增添劇情的逼真度與可看性。除此之外，也有幾位名人是以較吃重的戲份在影集中飾演本人而被列入配角名單中，包括鮑伯·沙吉（Bob Saget，脫口秀藝人、綜藝節目主持人）、潔美-琳恩·辛格勒（Jamie-Lynn Sigler，演員、歌手）、曼蒂·摩爾（Mandy Moore，創作歌手、演員）、（Seth Green，喜劇演員）與莎夏·葛蕾（Sasha Grey，色情電影女星、獨立電影演員）等等。

## 主要演員
- 安瑞·葛雷（Adrian Grenier）飾演 文森·「文斯」·錢司（Vincent "Vince" Chase）：本片的核心人物，是一個由東岸來到洛杉磯闖蕩的年輕演員。一開始只是從事平面廣告模特兒與跑龍套的小演員，但在劇情開始時就已經是同世代演員中最受注目的一線男星。文斯的原型取材於製作人馬克·華伯格本人，但在實際定案時，劇組決定設定一個個性版本與華伯格較為不同的人物，以避免觸及他過去有點不光耀的未成年犯罪紀錄[3]。
- 凱文·康納利（Kevin Connolly）飾演 艾瑞克·墨菲（Eric Murphy）：朋友間暱稱為「E」的艾瑞克是文斯自小一起長大的鄰居與死黨，也是最早發現文斯表演潛力的人。他曾從事過披薩店夜班經理的工作，在文斯的說服之下一起搬家到洛杉磯，開始時是擔任文斯的非正式經理人，但後來逐漸成為獨當一面的專業經紀人，擅長分析與挑選有潛力的原著劇本。艾瑞克的原型是取材於馬克·華伯格的好友與執行製作人艾瑞克·凡斯坦（Eric Weinstein）[4]。
- 凱文·迪倫（Kevin Dillon）飾演 強尼·「德拉瑪」·錢司（Johnny "Drama" Chase）：強尼，或經常又被稱為「德拉瑪」，是文斯的同父異母哥哥，比文斯還早到好萊塢發展卻一直處於要紅不紅的尷尬狀況。因為曾經出演過一些小成本製作的科幻幻想影集而在卡通漫畫愛好者的圈子中小有名氣，也有一些在電視影集中演出的機會，但大部分的時間他只是跟在文斯身旁當個跟班。德拉瑪的原型取材於馬克·華伯格的表兄弟強尼·「德拉瑪」·亞維斯（Johnny "Drama" Alves），馬克的哥哥唐尼·華伯格（Donnie Wahlberg，男子流行樂合唱團「街頭頑童」的成員之一）僱請他來擔任馬克的保鏢，讓他不要再生是非[4][5][6]。
- 傑瑞·法瑞拉（Jerry Ferrara）飾演 薩瓦托雷·「烏龜」·亞桑提（Salvatore "Turtle" Assante）：同樣也是文斯從小一起長大的玩伴，烏龜是文斯的跑腿助理與司機，但有時又會顯露出他在好萊塢名人圈中的交遊廣闊，並一直希望能利用這點創造屬於自己的事業。烏龜的角色原型取材自替馬克·華伯格跑腿的助理唐尼·「驢子」·卡羅爾（Donnie "Donkey" Carroll），卡羅爾曾參與選角以爭取演出這個以他本人為原型所創造的角色，但卻因為他濃厚的波士頓口音，而無法演出被設定為紐約人的劇中角色[4]。
- 傑瑞米·皮文（Jeremy Piven）飾演 阿里·高德（Ari Gold）：文斯的經紀人，靠著靈活的手腕與狡猾的謀略，成為好萊塢雄霸一方的重量級人物，其所經營的米勒高德藝人經紀公司（Miller/Gold Talent Agency, MGA）被形容是全世界規模最大的經紀公司之一。常自詡為好萊塢王者的阿里個性暴躁常常口不擇言，但私底下卻是個顧家怕老婆的父親。阿里的角色取材於華伯格的經紀人、實際上也是好萊塢經紀業大亨的阿里·埃曼紐（Ari Emanuel），皮文也因飾演這個角色，而多次獲得艾美獎最佳演員提名[7][8]。
- 黛碧·梅瑟（Debi Mazar）飾演 蕭娜·羅伯茲（Shauna Roberts）：蕭娜是文斯的公關，是個心直口快的女性，如果文斯與他的兄弟們做錯，總是會毫不留情地開口批評，常自稱是文斯「在西岸的老媽」。
- 波瑞·麗芙（Perrey Reeves）飾演 梅莉莎·高德（Melissa Gold）：阿里的太太，過去曾經是肥皂劇演員的她是有著兩個小孩的家庭主婦與社交名媛。劇情中曾透露她本身是大筆信託基金的繼承人，擁有不亞於丈夫的身家財產。高德太太是影集裡面少數完全沒有賦予名字的人物，編劇道格·埃林曾不止一次在受訪或DVD版幕後花絮中提過，他絕對不會在劇中透漏高德太太的全名，但高德太太的全名最後還是在第八季時被披露。
- 雷克斯·李（Rex Lee）飾演 羅伊·李（Lloyd Lee）：阿里的助理，是一個男同性戀華裔美國人。在片中他飽受脾氣暴躁的阿里百般的苛求折磨與經常性的歧視言語，曾一度承受不了而投靠對手的經紀公司，最後終於獲得阿里的認同，將他升格為獨立的專業經紀人。
- 艾曼紐·施里奇（Emmanuelle Chriqui）飾演 思容·麥奎威克（Sloan McQuewick）：思容是媒體經紀界巨擘泰倫斯·麥奎威克（Terrence McQuewick，阿里的前任老闆與合夥人）的女兒，與艾瑞克相戀但兩人因價值觀的不同而分開，但最後還是復合。在第六季結束前艾瑞克向思容求婚，兩人成為未婚夫妻關係。

## 外部連結
- 影集官方網站（HBO） （页面存档备份，存于）（英文）
- 互联网电影数据库（IMDb）上《Entourage》的资料（英文）